# Ryšovy
Ryšovy este o arie protejată (arie specială de conservare — SAC, sit de importanță comunitară — SCI) din Republica Cehă întinsă pe o suprafață de 35,38 ha, integral pe uscat.

## Localizare
Centrul sitului Ryšovy este situat la coordonatele 49°16′41″N 13°53′38″E / 49.278056°N 13.893889°E.

## Înființare
Situl Ryšovy a fost declarat sit de importanță comunitară în noiembrie 2009 pentru a proteja un număr necunoscut de specii din flora spontană și fauna sălbatică aflate în arealul zonei. Situl a fost protejat și ca arie specială de conservare în iulie 2012.

## Biodiversitate
Situată în ecoregiunea continentală, aria protejată conține 1 habitat natural: Păduri de pin din stepa sarmatică.
La baza desemnării sitului se află un număr nedeclarat de specii protejate.